# Seven Minutes of Nausea
Seven Minutes of Nausea (7MON) és un grup de noisecore que es va fundar a Melbourne el 1985 i es va establir a Coblença a la dècada del 1990. El projecte es caracteritza per treballar com a duo, amb músics en directe que s'afegeixen a la formació original.

## Història
La part del nom de la banda «Nausea» fa referència a la novel·la La nàusea de Jean-Paul Sartre. La seva primera publicació va ser un EP de 13 minuts i 342 cançons amb el segell alemany TNT & Records. Seven Minutes of Nausea va tocar al festival Obscene Extreme el 2015 i al Noisefest de Ljubljana el 2012 i el 2014.
El baixista Weigand dirigeix el segell discogràfic Ecocentric que, a més de Seven Minutes of Nausea, també edita bandes com Cause for Effect, Japanische Kampfhörspiele, NunSlaughter i Sore Throat.
Musicalment, Seven Minutes of Nausea es mou entre els gèneres del noise i el grindcore. Als mitjans de comunicació els termes «noisecore» i «noisegrind» s'utilitzen per a qualificar aquesta música atès que pretén dissoldre les estructures compositives de les cançons existents i té com a objectiu exclusivament la velocitat i el soroll. El representant més destacat d'aquest gènere va ser el grup estatunidenc Anal Cunt, els membres del qual, Seth Putnam i Fred Ordonez, van tocar durant un temps amb Seven Minutes of Nausea.
Per a poder traslladar la seva música a l'escenari, Seven Minutes of Nausea utilitza ocasionalment dos bateries en directe. Les lletres de la banda tracten majoritàriament sobre qüestions polítiques i prenen una posició marcadament d'esquerres. L'antic bateria i lletrista Scut cita la banda holandesa Lärm i la banda francesa Rapt com a influències musicals.
La revista Trust va comparar 7MON amb grups de grindcore com Napalm Death o Electro Hippies a causa de la curta durada de les cançons. La revista en línia Vampster va descriure la música de Seven Minutes of Nausea com «soroll incoherent». La revista Metal.de la va titllar «de culte» perquè «no només havia arribat al límit del mal gust, sinó que l'havia superat amb escreix». A Last.fm les seves cançons es descriuen com «explosions de soroll ultracurtes». En els anuncis dels organitzadors de l'Obscene Extreme, 7MON va ser descrit com el grup més representatiu de l'era del noisecore i com a «pioners del gènere». La pròpia banda descriu la seva música com «sorollosa, tan ràpida i precisa com sigui possible» i citen com a influències les bandes de hardcore punk finlandeses i sueques dels anys 1980.

## Discografia

### Àlbums i EP
- 1988: Our Culture Is Boring (EP, TNT & Records)
- 1989: Thrashbora (EP, Standard of Rebellion Records)
- 1990: Your Father Was a Poser… And What's About You?? (EP, TNT & Records)
- 1992: Disobediant Loser (EP, Ecocentric Records)
- 1993: XX (EP, Psycho Mania Records)
- 1997: Our Culture Re-Bored (EP, A.I.P.R.)
- 1998: Chavo (Ecocentric)
- 2007: Das Ablenker (EP, Ecocentric)
- 2010: Non Exact Info (EP, Noisecore Resistance)

### Compartits
- 1989: We'll Just Have to Acclimatize Ourselves to the Post-Nuclear Area (Split-EP amb Anal Cunt)[6]
- 1995: Split-casset amb Necrose (Sem Nome Tapes)
- 1995: Split-EP amb Eunuch (Ecocentric)
- 1996: Split-EP amb Noise Waste (Freak Animal Records)
- 1998: Rotten Fake! (Split-Album amb Agathocles i Le Scrawl, Ecocentric)
- 2000: Split-EP amb PTAO (Bizarre Leprous Production)
- 2001: Mehr Bomben Für Die Front / Overhead Project Koblenz (Split-EP amb Strichnin, Zyklonen Tapes)
- 2002: Split-EP amb Deca Debilane (Abnormal Beer Terrorism Records)
- 2008: 7MONX -vs- AGX (Split-EP amb Agathocles, Menace To Sobriety Records)
- 2009: Split-Album amb Yesmeansyes (Lolita Slavinder Records)
- 2009: My Head Is About to Explode! / 'Brunt' Melbourne Mid ´´80s (Split-EP amb Gorgonized Dorks, Bringer of Gore)
- 2010: Collapsing In (Split-Album amb Kusari Gama Kill, Ecocentric)
- 2010: 1K Spät / Tough Guys (Split-EP amb Intestinal Infection, Bringer of Gore)
- 2012: Damnatio Ad Bestias Vol 2 (Split-Album amb Sist En 343 i TN666, Ecocentric)
- 2013: Primo Atto Di Violenza / Jatkuvaa Pahoinvointi (Split-EP amb Necrocannibalistic Vomitorium, Horns & Hoofs Records)
- 2015: Torture Machine / Eviscerate Ejaculate Annihilate Dominate (Split-Album amb Sete Star Sept, Bringer of Gore)
- 2015: 7moИ kontra Sedem•Minút Strachu (Split-EP amb Sedem Minút Strachu, Underground Pollution Records)
- 2017: Playing Tonight Only (Split-Album amb Deflowered Cunt, Grindfather Productions)
- 2021: Split-EP amb Deche-Charge (Ratgirl Records)

### Recopilatoris
- 1989: Here's the Actual Nature of Death (Screaming for a Change)
- 1995: Censored Noise (The Demos Vol. 1) (B-Gore Records)
- 2007: Old Noises of the Roses (R.O.N.F. Records)
- 2020: Our Conscience Will Not Acclimatise (F.O.A.D. Records)